# Psiguria ottoniana
Psiguria ottoniana är en gurkväxtart som först beskrevs av Schlechtd., och fick sitt nu gällande namn av Charles Jeffrey. Psiguria ottoniana ingår i släktet Psiguria och familjen gurkväxter. Inga underarter finns listade i Catalogue of Life.